# با کمال تأسف
با کمال تأسف داستان کوتاهی است از بهرام صادقی (۱۳۶۳-۱۳۱۵) که در ۲۵ شهریور ۱۳۳۷ نگاشته‌شده و اول بار مهر ۱۳۳۷ در مجله صدف منتشر شده است. این داستان بعدها در مجموعه سنگر و قمقمه‌های خالی به سال ۱۳۴۹ توسط کتاب زمان به چاپ رسید. 
این داستان به ابوالحسن نجفی تقدیم شده‌است.

## طرح
آقای «مستقیم» از کودکی، تاریخ مرگ بزرگان را یادداشت می‌کرده است. بعد از آن، شروع می‌کند به ثبت تاریخ مرگ دانشمندان، شاعران و بزرگان معاصر و بعد، رو می‌آورد به جمع کردن آگهی تسلیت مردم عادی. در همین حین، به مرگ خودش و دیدن آگهی فوتش می‌اندیشد.

## نقد
آذر نفیسی در کتاب خون آبی بر زمین نمناک (در نقد و معرفی بهرام صادقی) این داستان را داستانی مدرن می‌داند که از نظرگاه دانای کل محدود به ذهن تنها شخصیت داستان، آقای «مستقیم» روایت می‌شود. درون‌مایه این داستان، تقابل واقعیت و رؤیاست که گاه درهم می‌آمیزند.  
از جمله تحقیقات صورت گرفته در این زمینه به زبان فارسی می توان به پایان نامه کارشناسی ارشد رشته ادبیات تطبیقی با عنوان بررسی تطبیقی داستان های کوتاه "با کمال تاسف" اثر بهرام صادقی و"بارتلبی محرر" اثر هرمان ملویل در پرتو نظریه اگزیستانسیالیسم اشاره کرد.